# بونولا (متروی میلان)
بونولا (انگلیسی: Bonola) یک ایستگاه مترو در خط ۱ متروی میلان در میلان ایتالیا است. این ایستگاه در ۱۲ آوریل ۱۹۸۰ به عنوان بخشی از برنامه گسترش مترو از محله لوتو به سن لئوناردو افتتاح شد.